# Machine Hunter
Machine Hunter és un joc de trets de vista superior desenvolupat per Eurocom Entertainment Software, publicat per MGM Interactive i distribuït a Europa per Eidos Interactive. Va ser desenvolupat i llançat simultàniament el 1997 per a Windows 95 i la consola PlayStation. S'ha descrit com un clon del joc Loaded de 1995, ja que utilitza una perspectiva aèria, efectes d'il·luminació extensos i vessament de sang exagerat.

## Argument
En un futur desolador, un virus està convertint els robots en màquines de matar. El portador del virus ha de ser localitzat i destruït si la humanitat té alguna possibilitat de supervivència.

## Mode de joc
El joc es presenta en una perspectiva de dalt a baix, amb l'opció d'una càmera fixa o giratòria. Els jugadors han de guiar el personatge a través de 17 etapes úniques mentre lluiten contra enemics alienígenes, mutants i mecànics. L'objectiu principal és el rescat d'⁣ostatges i, ocasionalment, l'obtenció d'un element com una targeta clau, desactivar o plantar bombes, o completar un objectiu amb un límit de temps. Es recomana als jugadors "transferir-se" o transformar-se en un dels nou tipus únics de robots que es troben al llarg de les etapes, cadascun amb la seva pròpia aparença, armes i habilitats diferents.
Els power-ups estan presents, escampats per cada etapa i ocults en zones secretes. Els dispositius inclouen:
- Energia: augmenta l'⁣energia del jugador en un 50%.
- Nivell de poder 2: els projectils del jugador es tornen verds i fan més dany que l'arma predeterminada del jugador. Afegeix habilitats menors a l'armament del robot, com ara una velocitat de tir més ràpida o bales de rebot.
- Nivell de poder 3: els projectils del jugador es tornen blaus i fan encara més dany que el nivell 2. Afegeix habilitats importants a l'armament del robot, com ara projectils orientadors o un radi de dany més gran.
- Mines - Col·locades a terra, després de 5 segons o en contacte amb una unitat enemiga, detonarà, causant danys massius. Si el jugador està massa a prop, també el danyarà.
- Bomba d'àrea: una àrea d'efecte detonació que danya greument totes les unitats enemigues en un radi d'aproximadament 10 metres del jugador.
- Míssil: un projectil disparat cap endavant des del jugador i que detona en impactar amb un enemic o un objecte. Fa un dany massiu en un radi de 10 metres.
- Spike Ball: una bola amb puntes que flota a l'aire, envoltant el jugador. Mata qualsevol unitat enemiga amb un cop, però requereix estar molt a prop. També hi ha una variació de homing, en què la pilota gravitarà cap a l'enemic més proper. Aquesta funció té un abast d'uns 3 metres.
- Escut: un escut robòtic hemisfèric que orbita la part posterior del personatge del jugador. Desvia els projectils si xoquen, però no desvia els atacs cos a cos ni les armes basades en flama. Hi ha una versió millorada que dispara una sola bala darrere del jugador cada vegada que el jugador dispara les seves armes principals.
- Invulnerabilitat: molt pocs i llunyans, aquest augment fa que el jugador sigui invulnerable a totes les formes de dany durant 25 segons. No protegirà de caure a pous d'àcid o de lava.

## Desenvolupament
El joc es va presentar a l'E3 1997. El títol del joc va canviar diverses vegades durant el desenvolupament. Inicialment anunciat com a "HOST", més tard va ser rebatejat com "HOST" (sense punts), després "Droid Hunter", després "Suicide Run", abans de ser llançat finalment com Machine Hunter. El nom "Droid Hunter" es va descartar a causa del potencial de desafiaments legals de LucasArts (que tenia una marca registrada sobre la paraula "droid" a través de les entitats de Star Wars), mentre que "Suicide Run" va ser finalment rebutjat perquè els desenvolupadors van pensar que sonava massa semblant a un joc de carreres.

## Recepció
Les ressenyes de Machine Hunter són molt variades. Tot i que els crítics van remarcar per unanimitat que el joc és un clon flagrant de Loaded, Electronic Gaming Monthly i GamePro van opinar que els nivells de diversos nivells i la capacitat de fer-se càrrec de les màquines desactivades donen a Machine Hunter prou del seu propi caràcter i profunditat perquè valgui la pena, mentre que Next Generation va argumentar que, tot i que aquests dos elements representen una originalitat positiva, "les similituds superen qualsevol diferència i, en general, el joc és poc més que una mala executada estafa". Glenn Rubenstein va escriure a GameSpot que tot i que el joc és raonablement divertit, "la majoria dels fanàtics acèrrims estaran molt més contents de treure la pols de la seva còpia del Loaded original".
A més de l'originalitat limitada, els controls han estat molt criticats a causa de la poca capacitat de resposta i la dificultat d'executar diagonals amb el controlador estàndard de PlayStation. Tanmateix, GamePro va afirmar que "els controls són suaus i responen molt a l'acció en pantalla". I on Rubenstein va dir que la pantalla dividida utilitzada en el mode multijugador és molesta, GamePro va afirmar que el mode multijugador és la part més divertida del joc.
La majoria de les revisions comentaven que els gràfics són més detallats i presenten efectes més impressionants que Loaded, encara que Rubenstein va afegir que encara no eren prou bons per destacar entre els jocs de PlayStation contemporanis. Malgrat la seva reacció positiva general al joc, l'equip de revisió de l'Electronic Gaming Monthly va reconèixer que el joc es torna molt repetitiu.
La versió de Windows va tenir una acollida més negativa que la versió de PlayStation, amb comentaris que citen gràfics i controls de baixa resolució desconcertants que són encara més confusos i poc sensibles que els de la versió de PlayStation.